# Sebillea brasiliensis
Sebillea brasiliensis är en bladmossart som beskrevs av Maurice Bizot 1974. Sebillea brasiliensis ingår i släktet Sebillea och familjen Pottiaceae. Inga underarter finns listade i Catalogue of Life.